# Sepolcro del sacerdote Bruno
Il sepolcro del sacerdote Bruno è una scultura in pietra, risalente a dopo il 1194 e conservata sulla parete sud del coro della cattedrale di Hildesheim.

## Storia
Bruno è attestato come membro del Capitolo della cattedrale di Hildesheim in funzione di Cameriere e come Fondatore in documenti degli anni 1181-1194. La scultura è quindi databile con sicurezza a dopo il 1194, ma non si conoscono ulteriori informazioni sulla sua biografia.

## Descrizione
La lastra tombale è alta più di due metri, suddivisa in tre campi, e straordinariamente vivace ed espressiva. Il riquadro inferiore, che occupa circa la metà dell'area totale, mostra il defunto, già avvolto in abiti funebri, con gli occhi chiusi ma il volto sorridente. È circondato da sei persone più piccole, raffigurate di lato, che lo salutano e lo piangono: due chierici lo depongono quasi teneramente a riposare, quattro persone povere e malate, tra cui una donna, partecipano al funerale e gli mostrano la loro gratitudine e ammirazione toccandosi e inginocchiandosi. Sopra l'immagine si trova l'iscrizione dedicatoria:
(Sepolcro del sacerdote Bruno, iscrizione centrale inferiore.)
L'immagine centrale mostra l'anima del defunto sotto forma di un bambino nudo con un'espressione beata e le mani aperte in adorazione. Viene portato in cielo da due angeli che fluttuano di lato, reggendo un panno, forse il sudario srotolato dell'immagine sottostante.
L'immagine in alto, chiusa da un arco trilobato, mostra Cristo giudice e redentore che riceve il defunto con un gesto di benedizione e gli dice la parola che si legge sul libro nella mano sinistra:
(Sepolcro del sacerdote Bruno, iscrizione nel libro di Cristo (Mt. 25:34).)
Il lobo centrale dell'arco è sfruttato per ricreare l'aureola raggiata del Cristo scolpito. Altre iscrizioni latine poste sul bordo dei riquadri completano la narrazione:
(Sepolcro del sacerdote Bruno, iscrizione centrale superiore (Mt. 25:40).)
(Sepolcro del sacerdote Bruno, iscrizione laterale, due esametri con rima finale)